# 吉姆·里夫斯
詹姆斯‧特拉斯“吉姆”瑞福斯（英語：James Travis "Jim" Reeves），1923年8月20日—1964年7月31日）是一位田納西州鄉村和流行音樂的創作歌手。他被稱作為“紳士吉姆”(Gentleman Jim)。他在1964年因為一場空難喪命。在他死後多年，吉姆成為鄉村音樂和田納西州村音樂名人堂的成員之一。